# Mesoleptus molestus
Mesoleptus molestus là một loài tò vò trong họ Ichneumonidae.